# Hengelo vasútállomás
Hengelo vasútállomás vasútállomás Hollandiában, Hengelo községben,  településen.

## Vasútvonalak
Az állomást az alábbi vasútvonalak érintik:
- Zutphen–Glanerbeek-vasútvonal
- Almelo–Salzbergen-vasútvonal
- RB 61

## Kapcsolódó állomások
A vasútállomáshoz az alábbi állomások vannak a legközelebb:
- Borne vasútállomás (Almelo–Salzbergen-vasútvonal)
- Hengelo Oost vasútállomás (Almelo–Salzbergen-vasútvonal)
- Hengelo Gezondheidspark vasútállomás (Zutphen–Glanerbeek-vasútvonal)
- Enschede Drienerlo vasútállomás (Zutphen–Glanerbeek-vasútvonal)
- Oldenzaal vasútállomás (Bielefeld Hauptbahnhof, Almelo–Salzbergen-vasútvonal, RB 61)